# Duncan Taylor
Duncan John Rushworth Taylor (nacido el 17 de octubre de 1958) es un diplomático británico que se desempeñó como embajador en México desde 2013.

## Carrera profesional
Educado en la Highgate School y Trinity College, Cambridge, se unió al servicio exterior británico en 1982 como oficial de escritorio en África Occidental. En 2005, fue nombrado Alto Comisionado (embajador) británico para Barbados y el Caribe Oriental, que cubría Antigua y Barbuda, Dominica, Granada, San Cristóbal y Nieves, Santa Lucía, San Vicente y las Granadinas.
Fue nombrado gobernador de las Islas Caimán el 15 de enero de 2010. 
Su nombramiento como Embajador en México se anunció en mayo de 2013.

## Vida personal
Duncan Taylor es el hijo de  Sir Jock Taylor KCMG, un diplomático británico, nieto de Sir John Taylor KBE CMG (1895-1974), embajador en México.
Está casado con Marie-Beatrice y tiene tres hijas y dos hijos.